# (74323) 1998 UM29
(74323) 1998 UM29 – planetoida z pasa głównego asteroid okrążająca Słońce w ciągu 4,32 lat w średniej odległości 2,65 j.a. Odkryta 18 października 1998 roku.